# Richard Hendrix
Venard Richard Hendrix (* 15. November 1986) ist ein US-amerikanischer Basketballspieler, der auch die mazedonische Staatsbürgerschaft besitzt. Er spielt bei Lokomotive Kuban in der osteuropäischen VTB United League auf Leihbasis.

## Karriere

### High school
Hendrix besuchte Athen High School in Athen (Alabama), wo er von seinem Vater, Venard Hendrix trainiert wurde. Er wurde zum Alabama Mr. Basketball des Jahres 2005 gewählt. Hendrix erzielte 2.915 Punkte in seiner Karriere und hält derzeit Alabama High School State Recorde für Rebounds (1.820) und Blocks (667).

### College
Nach einer erfolgreichen High-School-Karriere entschied sich Hendrix für die University of Alabama und spielte für die Crimson Tide. Er verzichtete auf sein letztes Jahr an der Hochschule entschied sich für den NBA-Draft 2008.

### USA
Hendrix wurde von den Golden State Warriors als 49. gedraftet. Hendrix machte die Saisonvorbereitung mit, kam jedoch nicht in den endgültigen Kader. Im November kam er in das Farmteam der Warriors, den Bakersfield Jam in die D-League.
Nachdem die Warriors ihn freigegeben hatten, wechselte Hendrix im Dezember 2008 zu dem Ligakonkurrenten Dakota Wizards. Er sammelte die meisten Rebounds der D-League in der Saison 2008/2009 und nahm am NBDL All-Star Game 2009 teil.

### Europa
Im Juli 2009 unterschrieb Hendrix einen Einjahresvertrag beim CB Granada in der spanischen Liga ACB. Er erhielt den ACB Rising Star Award 2010 als bester Newcomer in der spanischen Liga. Nach einer Saison in Spanien wechselte Hendrix zum EuroLeagueteilnehmer Maccabi Tel Aviv. Mit Maccabi wurde er israelischer Double-Gewinner 2011 und 2012 sowie Sieger der Adriatic League 2012. Im Juni 2012 unterschrieb Hendrix einen zwei-Jahres-Vertrag bei der italienischen Mannschaft Olimpia Milano. Nachdem die Mailänder in der Euroleague früh ausgeschieden sind, wurde Hendrix im Januar 2013 an das russische Team Lokomotive Kuban ausgeliehen. Mit Lokomotive gewann er den Eurocup 2013 und wurde im Finale zum MVP gewählt.

## Erfolge und Auszeichnungen

### Mannschaftserfolge
- Sieger Eurocup 2013
- Sieger Adriatic League 2012
- Meister Israel (2×): 2011, 2012
- Pokalsieger Israel (2×): 2011, 2012

### Persönliche Auszeichnungen
- MVP des Euroleague Playoffs Game-1 2011[2]
- MVP des Eurocup Finales 2013